# Собор Воздвиження Чесного Хреста (Вроцлав)
Собор Воздвиження Чесного Хреста (Собор святого Вінсента) — греко-католицький кафедральний храм у Вроцлаві.

## Відомості
Споруджений на кошти Генрі Благочестивого, разом з монахами-францисканцями які прибули з Праги близько 1240 (можливо, в 1232 або 1234). Спочатку це була крипта св. Якуба, вирішена в романському стилі. Ще під час будівництва вона стала місцем поховання засновника, котрий загинув в 1241 році в битві з монголами під Легницею. Саме в цьому костелі, будівництво якого завершено в 1254 році, оголошено 16 грудня 1261 установчу грамоту Нового міста на Магдебурзьке право, що дозволило подальший розвиток Вроцлава. Цей найстарший костел був тринавним і мав один або два бічні вівтарі.
У XIV і XV століттях проводились значні реконструкції та розширення, які через відсутність коштів тягнулися дуже довго та з перервами. В цей час вибудовано в готичному стилі. Центральна нава костелу, довжиною 77,5 м і висотою 23 м збережений до нашого часу. Чотирикутник монастиря, прилеглий до костелу з півночі, є незвичним для цієї частини Європи.
На початку шістнадцятого століття, частина францисканців перейшли на протестантизм, а решта покинули Вроцлав. Ті ж, хто залишився, 1529 року перейшли до костелу св. Дороти. Покинуту францисканцями споруду зайняли норбертани і за рішенням міської ради, знесли будівлю монастиря, а на його місці побудували споруду нинішньої церкви Архангела Михаїла в Ольбіні. 3 червня 1530 посвятили її на честь свого патрона з Ольбіни св. Вінсента.
У 1662—1674 роки церква була оздоблена в стилі бароко, зокрема 1667 року Франц Шермак і Георг Зеллер побудували новий вівтар. У період правління абата Андреаса Гебеля в 1673 р. почалась реконструкція монастирської будівлі в стилі бароко. Каплиця Божої Матері Болісної (пізніше Святих Дарів) була зведена в стилі пізнього бароко на південному боці 1723—1727 роках Хрістофом Гацкнером.
Після ліквідації Ордена в 1810 році костел був перетворений в парафіяльну церкву, а монастирські будівлі передані суду.
В останні дні Другої світової війни церква була сильно пошкоджена, звалилася вежа, а разом з нею частини бічних стін і стеля. Ті стели, що збереглися, були перенесені на хори собору. Перебудована церква (ліхтар і купол вежі закінчено тільки у 80-х роках) протягом деякого часу використовувалась як гарнізонна, до закінчення реконструкції після пожежі костелу св. Елізабети.
1997 року Папа Римський Іоанн Павло II і кардинал Генрик Гульбіновіч передали костел для собору Вроцлавсько-Гданській Єпархії Української Греко-Католицької Церкви. У 1997—1999 роках парафіянами закінчено ремонт, перекрито дах.
В катедрі можна побачити ікони Юрія Новосельського, Віталія Садовського та інших.
Щонеділі та по святах ведутся служби українською мовою. При церкві діє українське просвітянське товариство, класи для молоді.
Українська Греко-католицька парафія у Вроцлаві існує з 1956 року. Належить до Вроцлавсько-Кошалінської єпархії .

## Галерея

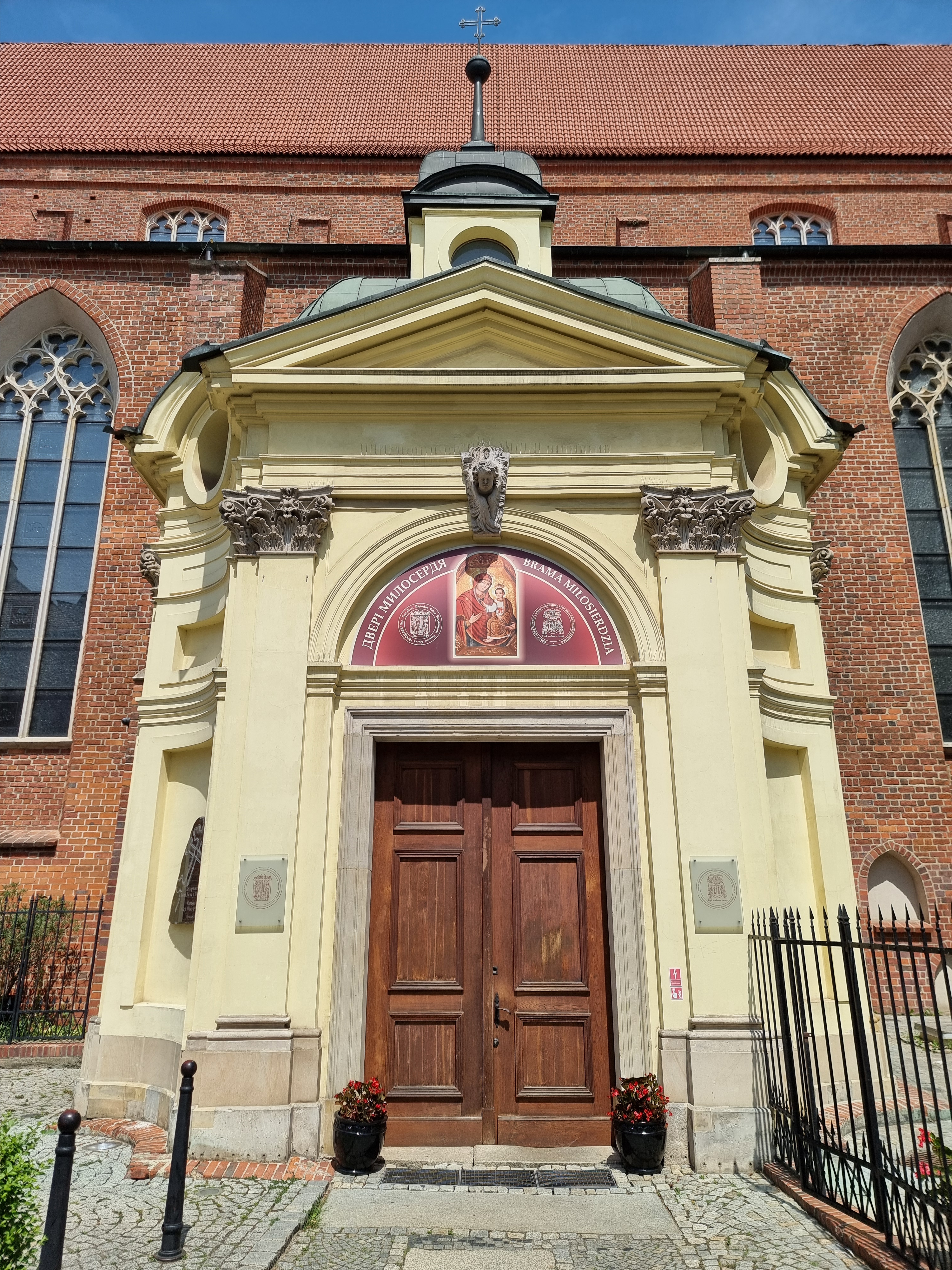
Вхід
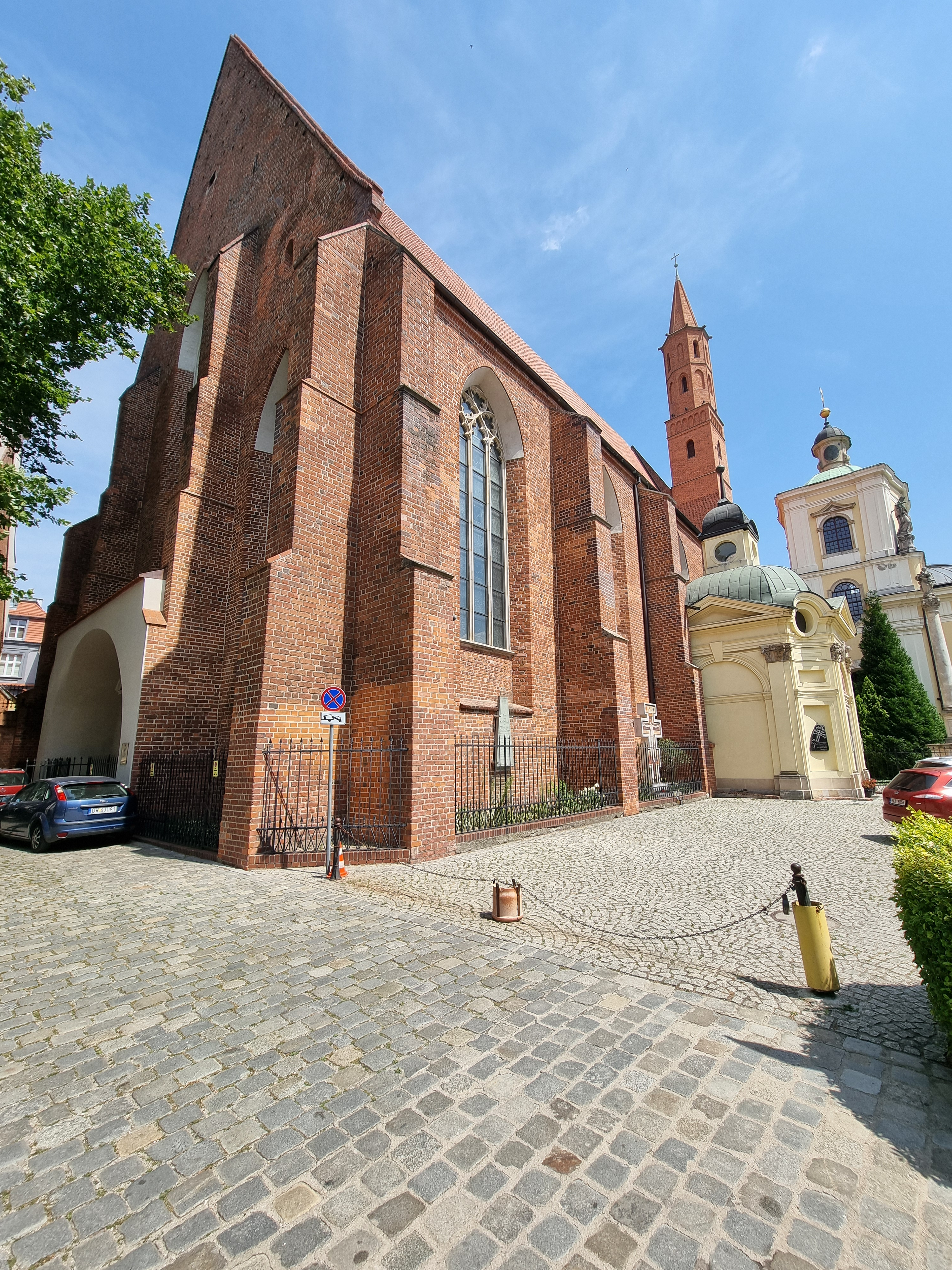
Вигляд собору Воздвиження Чесного Хреста
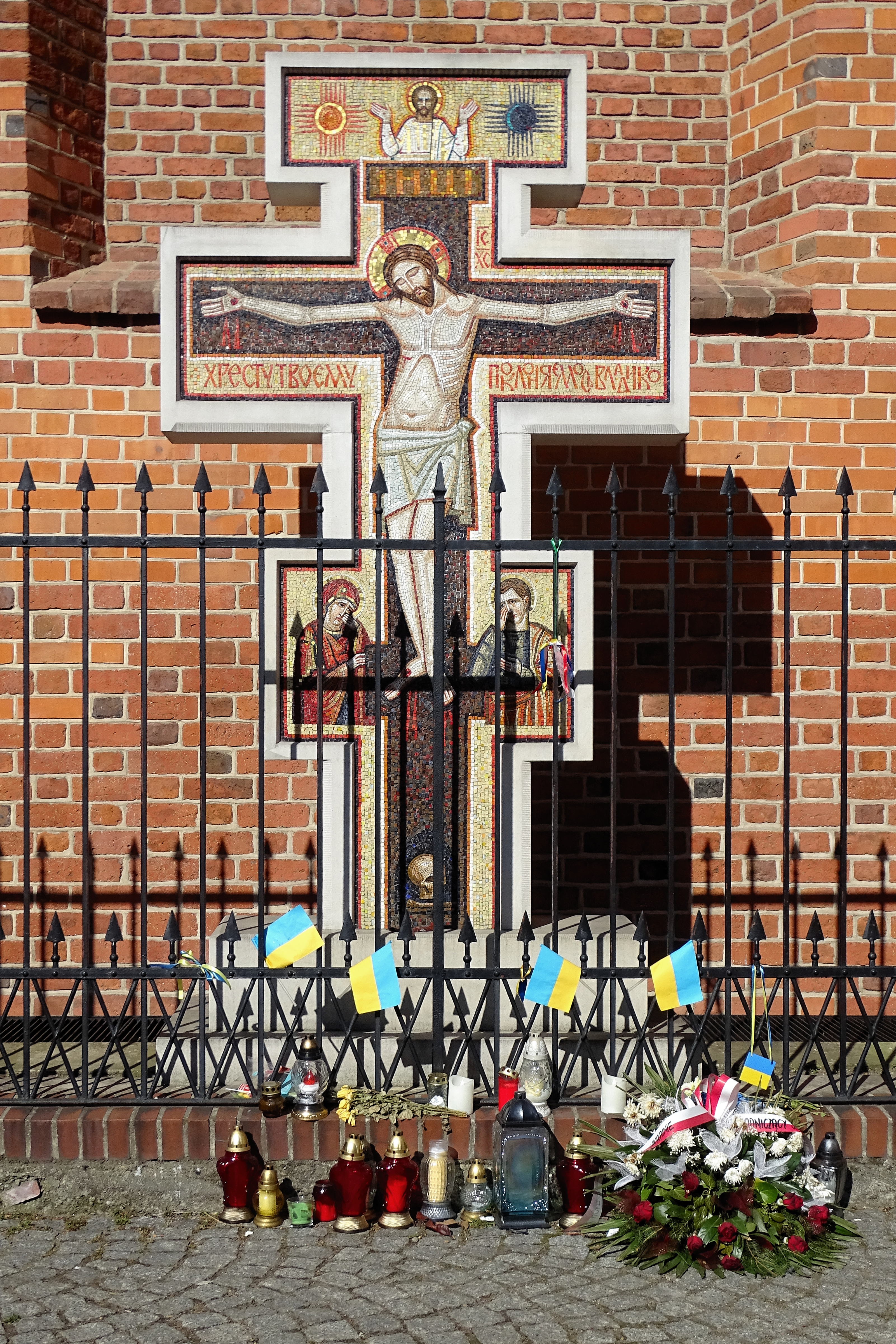
Хрест
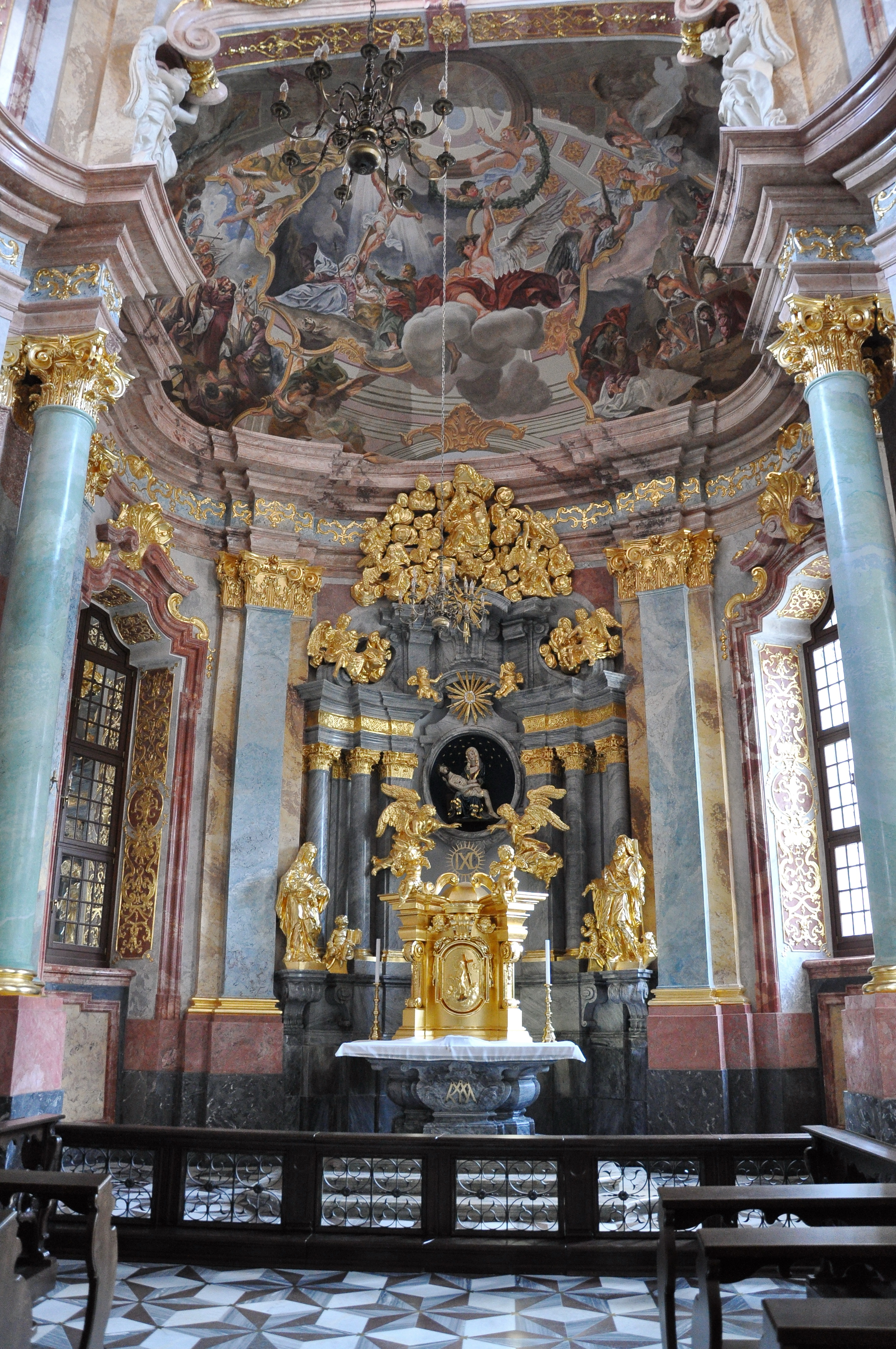
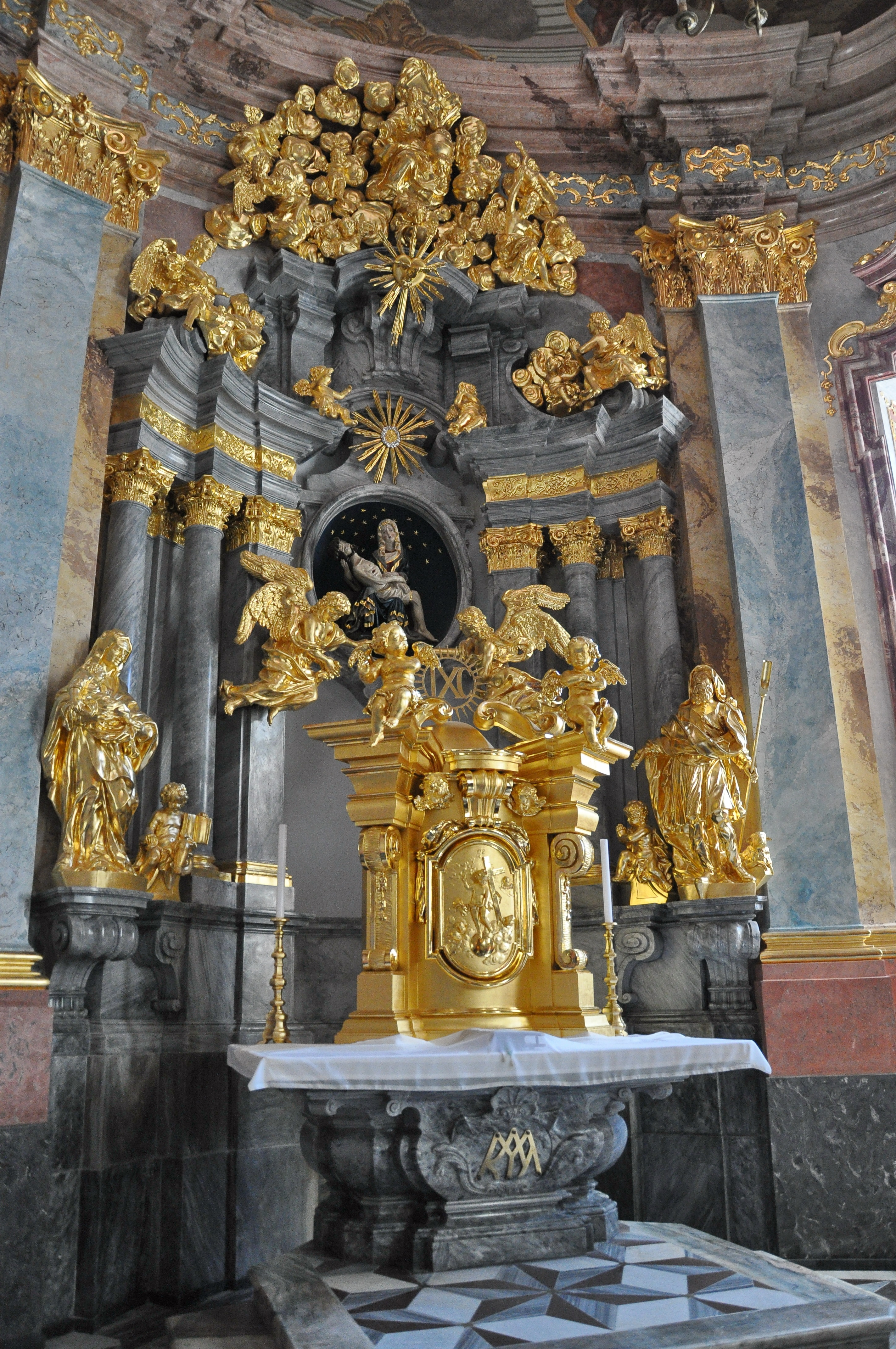